# Trochocercus
Trochocercus là một chi chim trong họ Monarchidae.

## Các loài
- Trochocercus nitens
- Trochocercus cyanomelas